# 吉尔马尔·洛拉
吉尔马尔·洛拉（Carlos Jhilmar Lora Saavedra，2000年10月24日—），秘鲁职业足球运动员，司職右后卫，目前效力於秘鲁甲级联赛俱乐部水晶体育俱乐部，他也是秘魯國家足球隊隊員。